# 朱楩
岷莊王朱楩（1379年4月9日—1450年5月10日），明太祖朱元璋第十八子，母周妃。

## 生平
明太祖洪武二十四年（1391年）封国岷州，二十八年（1395年）改封雲南府。明惠宗建文元年（1399年）被削藩，廢為庶人，流放漳州府。明太宗永乐元年（1403年），復封岷王。明仁宗洪熙元年（1425年），改封武岡州。景泰元年（1450年）薨。

## 家庭

### 妻
- 妃袁氏，都督袁洪女，洪武二十八年（1395年）冊為岷王妃[1]，永乐五年（1407年）薨[2]，生朱徽焲、朱徽煣

### 妾
- 夫人趙氏，生朱徽煝[3]
- 蘇氏，生朱徽焟[4]

### 子
- 嫡長子：岷世子朱徽焲
- 嫡第二子：岷恭王朱徽煣
- 庶第三子：江川恭惠王朱徽煝
- 庶第四子：廣通王朱徽煠
- 庶第五子：陽宗王朱徽焟

## 後裔
- 朱镕基：中華人民共和国国务院前总理，朱楩的十七世孫[5]。